# Star Trak Entertainment
Star Trak Entertainment est un label discographique américain, spécialisé dans le hip-hop et le RnB, situé à Virginia Beach, dans l'État de Virginie. Il est fondé en 2001 par Pharrell Williams et Chad Hugo. Star Trak Entertainment opère comme une filiale d'Universal Music Group et est distribué par Interscope Records jusqu'en 2015. Le label est, depuis, distribué par Sony Music Entertainment.

## Histoire

### Débuts
Star Trak Entertainment est fondé en 2001 par The Neptunes, duo composé de Pharrell Williams et Chad Hugo,. Le label est en partie créé en collaboration avec Arista Records. Rapidement, Pharrell y signe ses amis de longue date, Clipse, le duo des frères Malice et Pusha-T. Le premier album de Clipse, Lord Willin', est publié en 2002 et contient les chansons Grindin' et When the Last Time. Après le succès de cet opus, d'autres artistes rejoignent le label, parmi lesquels Kelis, Vanessa Marquez, FAM-LAY, N.E.R.D. et le groupe pop rock Spymob, qui participe au premier album de N.E.R.D, In Search of.... 
Durant l'été 2003 sort une compilation intitulée The Neptunes Present... Clones. Fin 2003, Star Trak produit l'album à succès Tasty de Kelis, avec la chanson Milkshake comme single promotionnel. Début 2004, Star Trak abandonne Arista pour se joindre à Virgin Records. La première production est Fly or Die de N.E.R.D.

### Collaboration avec Snoop Dogg
Vers le mi-2004, Star Trak signe avec une filiale d'EMI, Doggystyle Records, pour une distribution à plus grande échelle avec le vétéran du rap, Snoop Dogg. Quelques mois plus tard, Star Trak laisse tomber Virgin Records avant même d'avoir passé une année avec le label. Ils finissent par collaborer avec Geffen/Interscope. Ils produisent alors R&G (Rhythm & Gangsta): The Masterpiece de Snoop Dogg. La promotion de l'album commence avec Drop It Like Its Hot, qui devient rapidement une réussite pour le label ; les autres morceaux promotionnels suivront le même chemin. Comme un certain nombre des autres productions de Star Trak, cet album est certifié disque de platine. Après la sortie de l'album, le label connaît une période faste et peut se permettre de dépenser de l'argent avec de nouveaux artistes. Star Trak signe donc Slim Thug, un rappeur de Houston, Texas, qui publie son premier album en 2005, Already Platinum. Cet album donne à Star Trak de nouveaux singles à succès comme Like a Boss et I Ain't Heard of That.

### Déclin et résurrection
Après la sortie de l'album de Slim Thug, Geffen Records est partiellement incorporé à Interscope Records, ce qui place Star Trak dans un contrat d'exclusivité avec Interscope, mettant ainsi un terme à l'association avec Geffen. Snoop Dogg décide de rester malgré tout. Pendant ce temps, le label ajoute Kenna et Robin Thicke à ses artistes.
En 2006, Pharrell lance son premier album, In My Mind, qui apporte deux nouveaux tubes au label. Les singles qui en font la promotion sont Can I Have It Like That, en duo avec Gwen Stefani, et Number One, en collaboration avec Kanye West. Robin Thicke publiet son deuxième album intitulé The Evolution of Robin Thicke, en 2006, avec le titre Lost Without U. Ce morceau est une autre réussite pour le label perpétuant la réputation de « fabricant de hits » du studio. Clipse sort également son deuxième album en 2006, Hell Hath No Fury, qui comprend un autre tube pour le label, Mr. Me Too. Star Trak a depuis signé l'artiste Teyana Taylor, ainsi que Chester French, Natasha Ramos et Jack Venom. En 2007, Kenna publie l'album Make Sure They See My Face. Les albums de 2009 incluent ceux de Chester French, Teyana Taylor, Kenna, Clipse et Teriyaki Boyz. En 2013, le label atteint le succès avec le single Blurred Lines, chantée par Robin Thicke en featuring avec Pharrell and T.I..

## Artistes
- Chester French
- Clipse
- FAM-LAY
- Kenna
- Natasha Ramos
- N.E.R.D
- Pharrell
- Robin Thicke
- Rosco P. Coldchain
- Slim Thug
- Snoop Dogg
- Teyana Taylor
- Kelis
- Vanessa Marquez

## Discographie
| Artiste              | Album                             | Détails                                                                                                 |
| -------------------- | --------------------------------- | --- |
| N.E.R.D              | In Search of...                   | - Sortie : 12 mars 2002 - Meilleure position : 56e (U.S.) - Certification (RIAA) : disque d'or          |
| Clipse               | Lord Willin'                      | - Sortie : 20 août 2002 - Meilleure position : 4e (U.S.) - Certification (RIAA) : disque d'or           |
| The Neptunes         | Clones                            | - Sortie : 19 août 2003 - Meilleure position : 1er (U.S.) - Certification (RIAA) : disque d'or          |
| Kelis                | Tasty                             | - Sortie : 9 décembre 2003 - Meilleure position : 27e (U.S.) - Certification (RIAA) : disque d'or       |
| N.E.R.D              | Fly or Die                        | - Sortie : 23 mars 2004 - Meilleure position : 6e (U.S.) - Certification (RIAA) : disque d'or           |
| Snoop Dogg           | R&G: The Masterpiece              | - Sortie : 16 novembre 2004 - Meilleure position : 6e (U.S.) - Certification (RIAA) : disque de platine |
| The High Speed Scene | The High Speed Scene              | - Sortie : 22 mars 2005                                                                                 |
| Slim Thug            | Already Platinum                  | - Sortie : 12 juillet 2005 - Meilleure position : 2e (U.S.) - Certification (RIAA) : disque d'or        |
| Pharrell             | In My Mind                        | - Sortie : 25 juillet 2006 - Meilleure position : 3e (U.S.) - Certification (RIAA) : disque d'or        |
| Robin Thicke         | The Evolution of Robin Thicke     | - Sortie : 3 octobre 2006 - Meilleure position : 5e (U.S.) - Certification (RIAA) : disque de platine   |
| Clipse               | Hell Hath No Fury                 | - Sortie : 28 novembre 2006 - Meilleure position : 14 (U.S.) - Certification (RIAA) : –                 |
| Rich Boy             | Rich Boy                          | - Sortie : 13 mars 2007 - Certification (RIAA) : disque d'or                                            |
| Kenna                | Make Sure They See My Face        | - Sortie : 16 octobre 2007 - Meilleure position : 124e (U.S.) - Certification (RIAA) : –                |
| N.E.R.D              | Seeing Sounds                     | - Sortie : 10 juin 2008 - Meilleure position : 7e (U.S.) - Certification (RIAA) : –                     |
| Robin Thicke         | Something Else                    | - Sortie : 30 septembre 2008 - Meilleure position : 3e (U.S.) - Certification (RIAA) : –                |
| Teriyaki Boyz        | Serious Japanese                  | - Sortie : 28 janvier 2009 - Meilleure position : 3 JAP                                                 |
| Chester French       | Love the Future                   | - Sortie : 21 avril 2009 - Meilleure position : 77 U.S. - Certification (RIAA) : –                      |
| —                    | Fast and Furious                  | - Sortie : 30 juin 2009                                                                                 |
| Clipse               | Til the Casket Drops              | - Sortie : 8 décembre 2009 - Meilleure position : 41 U.S. - Certification (RIAA) : –                    |
| Robin Thicke         | Sex Therapy                       | - Sortie : 15 décembre 2009 - Meilleure position : 9 U.S. - Certification (RIAA) : –                    |
| Various Artists      | Moi, moche et méchant (bande-son) | - Sortie : 6 juillet 2010                                                                               |
| N.E.R.D              | Nothing                           | - Sortie : November 2, 2010 - Meilleure position : 20 U.S. - Certification (RIAA) : –                   |
| Robin Thicke         | Love After War                    | - Sortie : 6 décembre 2011 - Meilleure position : 22 U.S. - Certification (RIAA) : –                    |
| Robin Thicke         | Blurred Lines                     | - Sortie : 12 juillet 2013 - Meilleure position : 1 U.S. - Certification (RIAA) : disque d'or           |
| Robin Thicke         | Paula                             | - Sortie : 1er juillet 2014 - Meilleure position : 9 U.S. - Certification (RIAA) : –                    |